# 本庄早稲田の杜

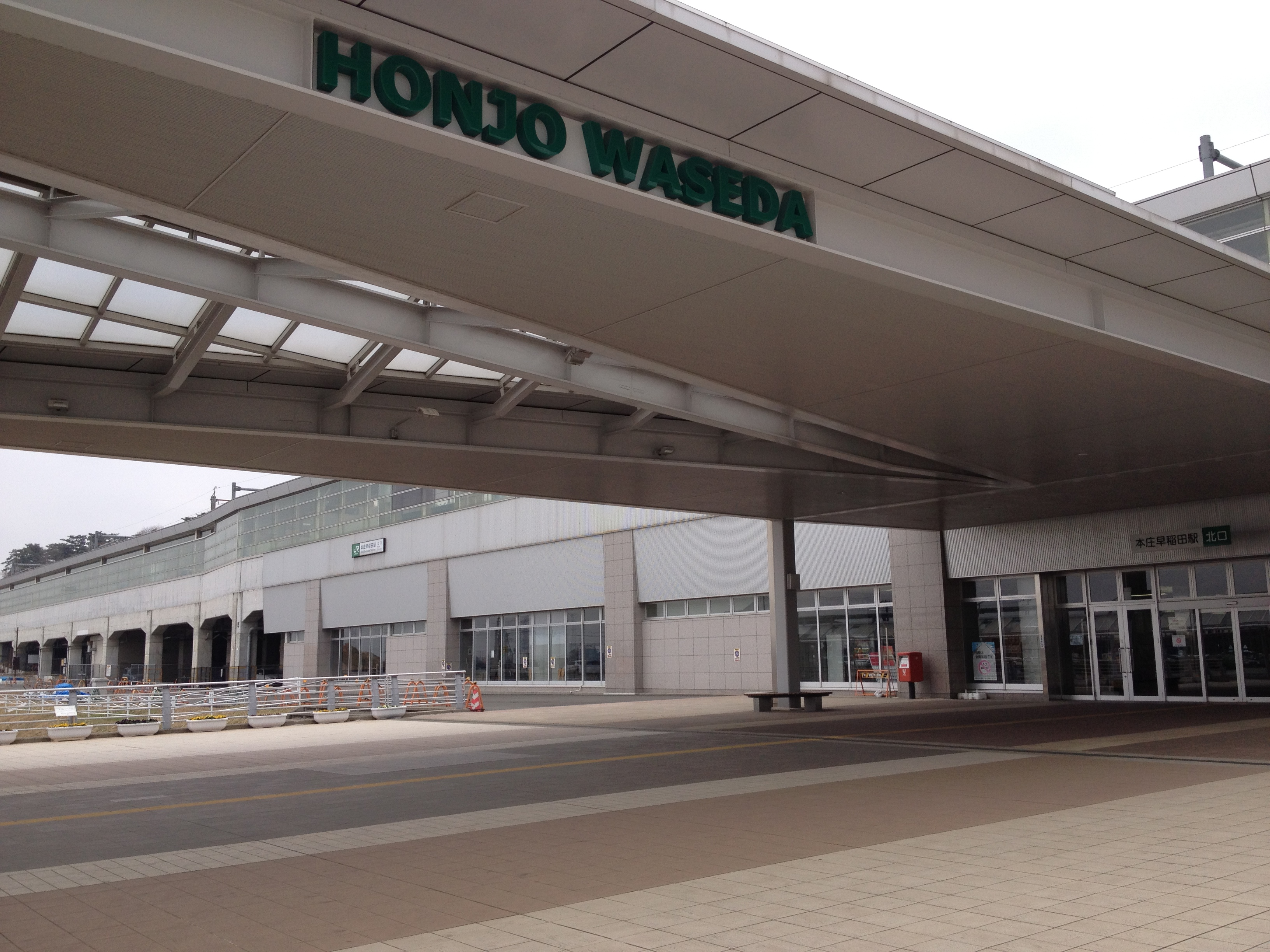
本庄早稲田駅前

本庄早稲田の杜(ほんじょうわせだのもり）とは、本庄早稲田駅を中心としたニュータウンである。本庄早稲田駅周辺土地区画整理事業として、都市再生機構、本庄市などが整備を進めている。

## 沿革
2004年3月13日、本庄早稲田駅が開業。
2006年1月25日、本庄早稲田の杜まちづくり活動交付金交付要綱が施行された。
2011年11月6日、早稲田リサーチパーク・コミュニケーションセンターで、本庄早稲田の杜まちづくりプロジェクト第1回フォーラムが開催された。
2013年4月14日、第17回本庄早稲田の杜クロスカントリー&ハーフマラソン大会が行われ、ゲストにマラソンランナーの川内優輝、気象予報士の平井信行が招かれた。
2013年11月5日、本庄早稲田駅土地区画整理事業（第８次住居表示整備事業）完了に伴い、大字北守、東富田、栗崎の各一部から早稲田の杜1～5丁目が成立。

## 交通

### 鉄道
- 上越新幹線・北陸新幹線：本庄早稲田駅

### 道路
- 埼玉県道86号花園本庄線

### 高速道路
- 関越自動車道本庄児玉インターチェンジ

## 主な施設
- カインズ本社
- 本庄早稲田国際リサーチパーク
- 本庄早稲田の杜ミュージアム
- ベイシアゲート本庄早稲田